# Filottete (Euripide)
Filottete è una tragedia perduta del tragediografo greco Euripide e risalente a circa il 431 a.C. La tragedia faceva parte di una tetralogia che includeva anche la famosa Medea e tratta il mito dell'eroe Filottete abbandonato su un'isola deserta dai suoi compagni. Questo tema era stato già preso un secolo prima da Eschilo, in una sua tragedia perduta (omaggiata, con ovvie variazioni, da Euripide) e da Sofocle nella tragedia omonima che, invece, ci è rimasta.

## Trama
Filottete, re di Malide, è stato abbandonato a Lemno dagli Achei in viaggio per Troia, perché, dopo essere stato morso da una serpe, la sua piaga emanava un odore nauseabondo: tuttavia, dopo dieci anni, gli stessi Achei inviano Odisseo e Diomede a convincere Filottete a tornare alla causa greca, in ottemperanza ad un oracolo.

Nel prologo, Odisseo arriva solo davanti alla grotta di Filottete e discutere con se stesso perché ha assunto ancora un compito assai pericoloso, dopo tutto quello che ha già rischiato per la causa greca. Egli afferma l'ambizione è causa di molti problemi per l'uomo ed osserva che la dea Atena gli ha detto che lo terrà al sicuro da Filottete, mascherandolo in modo che l'eroe non lo riconoscerà e osserva, inoltre, che la missione è particolarmente urgente perché un'ambasciata di troiani ha intenzione di cercare di influenzare Filottete a sostenerli.

Odisseo vede Filottete che lascia la grotta (o di ritorno ad essa) ed è spiacevolmente stupito dal suo aspetto trasandato, con pelli di animali. Filottete, dal canto suo, non riconosce Odisseo, che sostiene di essere un soldato che è stato tradito dal dell'esercito greco. Filottete offre ad Odisseo la sua ospitalità, ma rileva le pessime condizioni in cui vive.

Un uomo di Lemno chiamato Actore, che in precedenza aveva fatto amicizia con Filottete giunge ad avvertire Filottete che un'ambasciata da Troia è in arrivo.

Dopo l'arrivo di Actore, c'era una scena tra Filottete e un rappresentante di Troia, forse Paride: dopo l'iniziale rifiuto a sostenere i troiani di Filottete, Odisseo travestito può aver interceduto con il sostegno politico e patriottico per la posizione di Filottete, affermando che è vergognoso tacere mentre i barbari parlano. Dopo l'abbandono dei troiani, Odisseo può aver espresso emozioni contrastanti - soddisfazione per il fatto che la minaccia di Filottete nel sostenere i troiani è stata eliminata, ma anche l'ansia che la testardaggine Filottete nel trattare con i troiani renderebbe anche la sua missione difficile.

Forse a questo punto si aveva l'ingresso di Diomede, per ingannare Filottete a rinunciare all'arco: riconosciuto da Filottete, probabilmente gli causava, per l'emozione, un accesso del suo male, che lo faceva svenire, dando ad Odisseo e Diomede l'opportunità per rubare l'arco.

Comunque, Filottete alla fine decide di unirsi ai Greci a Troia come risultato di una "persuasione forzata".